# Първа румънска школа
Първата румънска школа или Първо румънско училище (на румънски: Prima școală românească) е национален литературен музей в Брашов, Румъния.
Намира се в Българския квартал (на унгарски: Bolgárszeg; на немски: Belgerei, както също и Obere Vorstadt; традиционно румънско име: Bulgărimea, разговорно: Şchei) на Стари Брашов.
В музея се съхраняват около 4000 стари книги и повече от 30 000 документа предимно на църковнославянски и старорумънски език.
Училищната сграда е издигната през 1495 г. Според косвени сведения църковно училище е функционирало на това място още през 1390 г. по времето на папа Бонифаций IX, а според други данни дори през XI-XII век.
В типографията на Брашов дякон Корези (на румънски: Diaconului Coresi) отпечатва първите книги на латиница в 1556-1583 г. (когато не е имало кирилски букви). Преди това дякон Корези чиракува при Димитрие Любавич за типограф в печатницата в Търговище (Румъния), където излиза Търговищкото четириевангелие.
Димитрие Евстатиеви (1730-1796) отпечатва в тамошната типография първата румънска граматика през 1757 г., а преди това протойерей Флора Баран съставя там първата румънска латинска азбука за нуждите на местното светско училище през 1724 г. 

### Рибният буквар на Петър Берон
През 1824 г. в същата типография е отпечатано първото издание на Рибния буквар на Петър Берон. Печатната преса, която е използвана за отпечатването, е запазена и до днес и се намира в музея. До входа на музея има поставена паметна плоча.
Музеят е открит на 29 юни 1961 г. Реорганизиран е през 1967 г. Отново е открит за посещения през 1987 г.

## Галерия
- Книга в музея на среднобългарски език от Яш, 1643 г.
- Типографската преса на дякон Корези
- Училищната зала „Антон Пан“
- Паметна плоча на сградата поставена на 13 юни 2016 год. относно "Рибния буквар" на Петър Берон. Инициатива на посолството на Република България в Румъния в сътрудничество с Румънската православна църква. [8]